# Oreophryne parkeri
Oreophryne parkeri är en groddjursart som beskrevs av Arthur Loveridge 1955. Oreophryne parkeri ingår i släktet Oreophryne och familjen Microhylidae. IUCN kategoriserar arten globalt som otillräckligt studerad. Inga underarter finns listade i Catalogue of Life.